# Aborichthys
Aborichthys (Chaudhuri, 1913) è un genere di pesci appartenenti alla famiglia Nemacheilidae.

## Etimologia
Il nome del genere deriva dal greco: ἁ (prefisso privativo) βορός = vorace. (senza voracità).

## Distribuzione ed habitat
Il genere è distribuito nei corsi d'acqua montani degli stati indiani dell'Arunachal Pradesh, dell'Assam e del Meghalaya. Alcune specie sono presenti anche in Bhutan, A. kempi in Myanmar. L'habitat tipico è costituito da fiumi con acque ben ossigenate e scorrenti, con fondo ghiaioso o ciottoloso.

## Descrizione
Di piccola taglia (dai 7 agli 11 cm), i caratteri distintivi del genere individuati da Chaudhuri sono i seguenti:
- Orifizio posto anteriormente nella zona centrale del corpo.
- Pinna dorsale situata posteriormente sulla verticale dell'intersezione della pinna ventrale.
- Linea laterale mediana più alta nel corpo rispetto a altre Cobitidae.

## Tassonomia
Aborychthys è stato recentemente assegnato alla famiglia Nemacheilidae alla luce della revisione tassonomica dei Cobitoidei.  
Comprende 8 specie:
- Aborichthys cataracta Arunachalam, Raja, Malaiammal & Mayden, 2014
- Aborichthys elongatus Hora, 1921
- Aborichthys garoensis Hora, 1925
- Aborichthys kempi Chaudhuri, 1913
- Aborichthys rosammai Sen, 2009
- Aborichthys tikaderi Barman, 1985
- Aborichthys verticauda Arunachalam, Raja, Malaiammal & Mayden, 2014
- Aborichthys waikhomi Kosygin, 2012